# André Gentien
Pour les articles homonymes, voir Gentien (homonymie).
André Gentien, né le 19 mai 1938 dans le 16e arrondissement de Paris et mort le 18 septembre 2018 à Chalon-sur-Saône, est un homme politique français.

## Biographie
Saint-cyrien de la promotion « Maréchal Bugeaud » (1958-1960), André Gentien est officier de cavalerie. Il quitte l'armée comme capitaine. 
Il commence sa carrière politique en devenant maire de la commune de Buxy en mars 1989 (jusqu'à mars 2008) puis conseiller général de canton de Buxy en 1994 (fin en 2008). Suppléant de Dominique Perben, il devient député de la 5e circonscription de Saône-et-Loire (1995-1997) lorsque ce dernier est nommé ministre de la Fonction publique. Après la défaite de la droite aux législatives de 1997, Dominique Perben retrouve son siège. Il redevient député pour quelques jours en juin 2002 après la nomination de Dominique Perben au gouvernement. En 2008, il prend sa retraite politique et quitte ses mandats de maire et conseiller général. Il est aussi initiateur en 1997 de la Voie Verte (reliant Givry à Cluny).
Il meurt à Chalon-sur-Saône le 18 septembre 2018 à l'âge de 80 ans.

## Détail des fonctions et des mandats
- 8 juin 2002 - 18 juin 2002 : Député de la 5e circonscription de Saône-et-Loire
- 8 décembre 1995 - 21 avril 1997 : Député de la 5e circonscription de Saône-et-Loire
- mars 1994 - mars 2008 : Conseiller général de canton de Buxy
- mars 1989 - mars 2008 : Maire de Buxy

## Distinctions
- Chevalier de l'ordre national du Mérite[2],[3].